# Église San Francesco (Terni)
L'église San Francesco est une église catholique de style roman tardif et gothique primitif située à Terni, région d'Ombrie, en Italie. Elle est flanquée d'un couvent.

## Histoire
Sur le site, la construction d'une église  a débuté au XIIIe siècle. Elle comprenait une simple nef et un transept, typiques des églises de l'ordre franciscain. L'église fut achevée en 1445. Le projet a été attribué  à un frère franciscain nommé Frà Filippo da Campello. 
Au XIVe siècle, la chapelle Paradisi fut construite et décorée de fresques de Bartolomeo di Tommaso de Foligno. Celles-ci représentent le Jugement dernier avec des scènes du Paradis, de l'Enfer et des sept péchés capitaux. 
Le clocher a été construit au XVIe siècle et est décoré de carreaux de majolique. 
L'église abrite également un retable représentant l' Adoration des Mages de Cesare Sermei et des fresques de l' Histoire de la Vraie Croix (1575) de Sebastiano Flori d'Arezzo, élève de Giorgio Vasari.

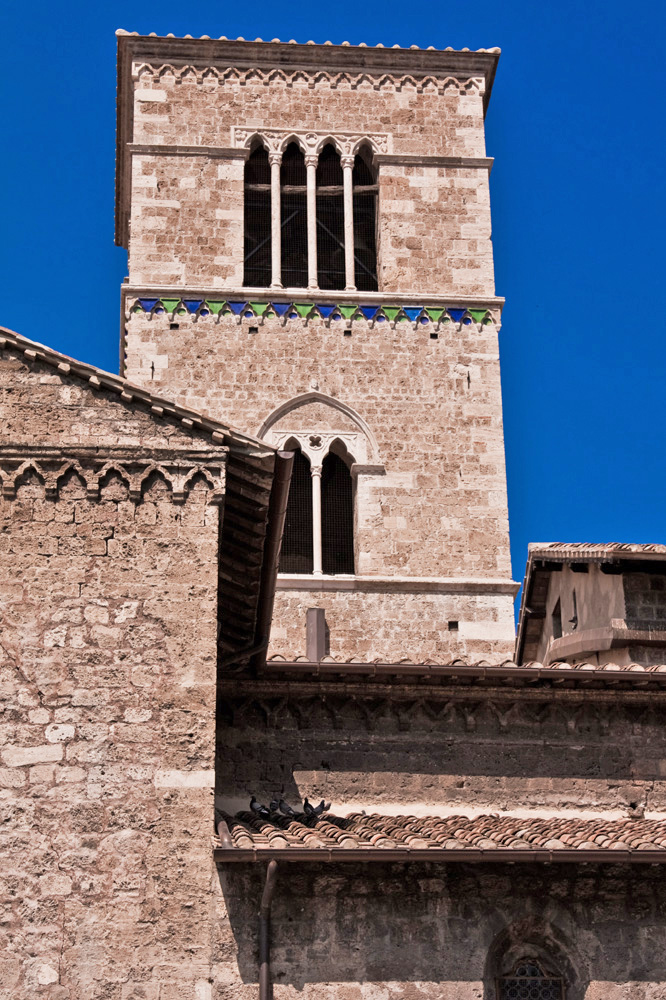
Campanile.
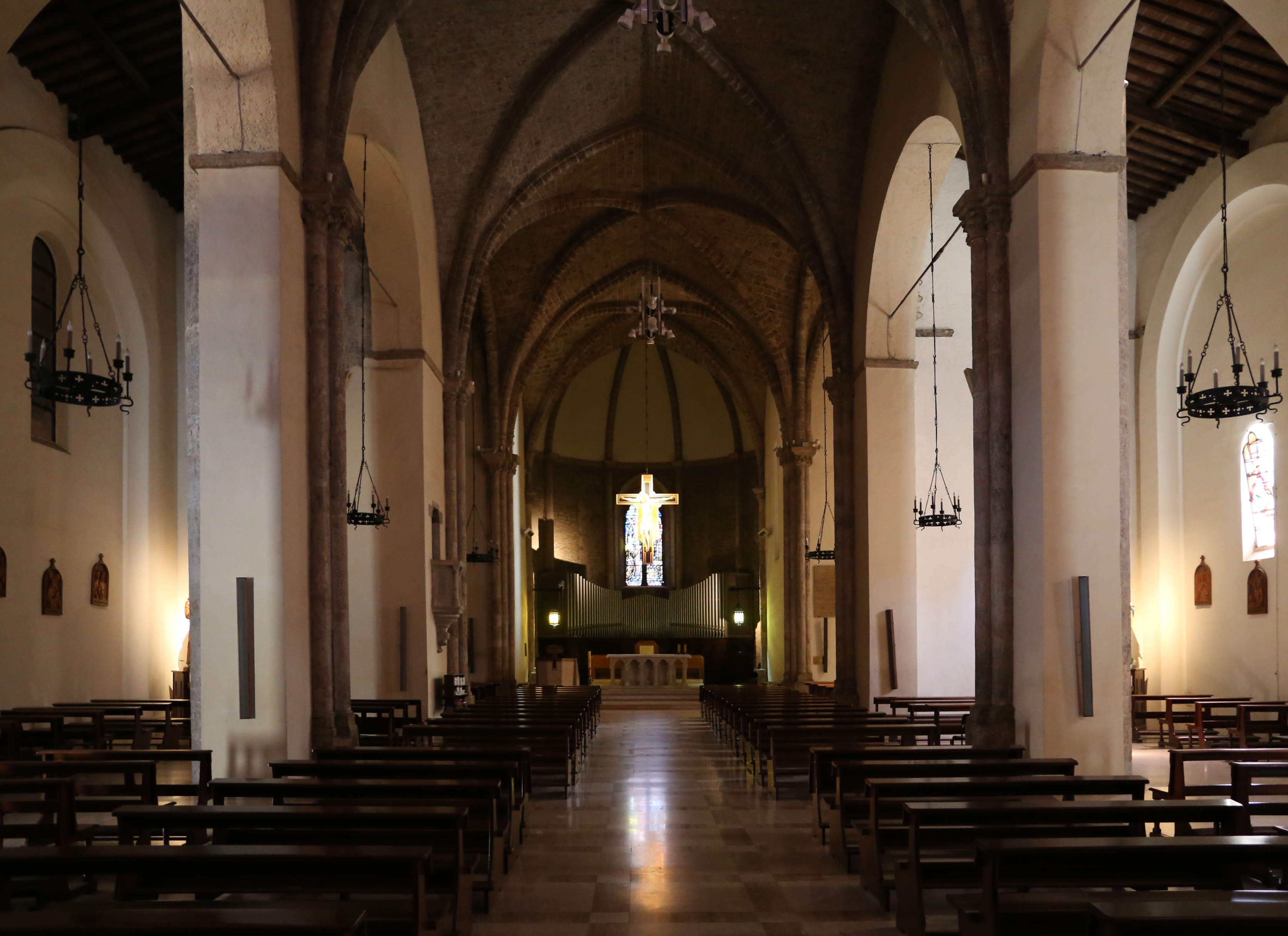
Intérieur
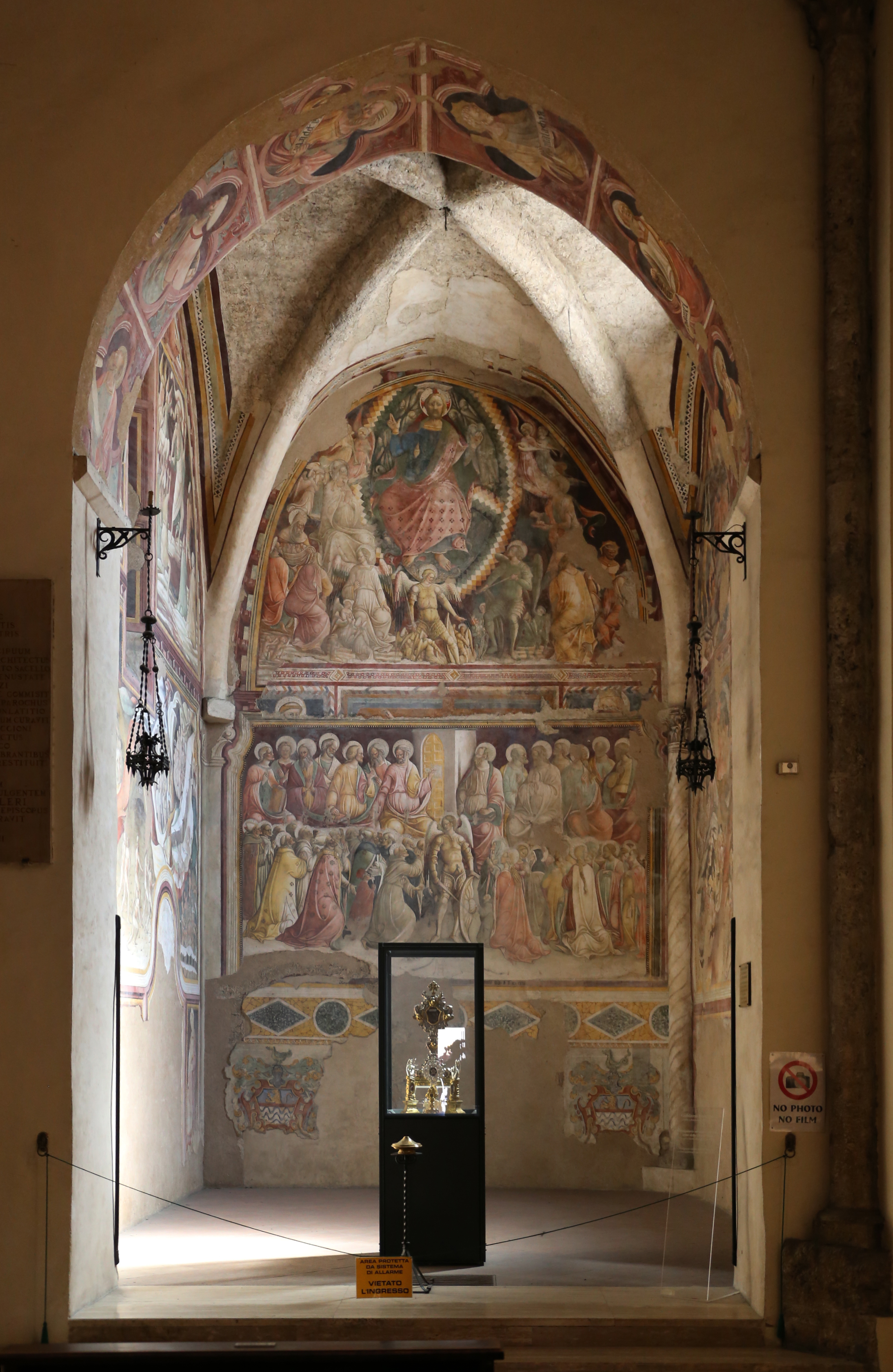
Chapelle Paradisi.